# 15624 Lamberton
15624 Lamberton (2000 HB31) là một tiểu hành tinh vành đai chính được phát hiện ngày 28 tháng 4 năm 2000 bởi nhóm nghiên cứu tiểu hành tinh gần Trái Đất phòng thí nghiệm Lincoln ở Socorro.